# Еквадор Манта
„Еквадор Манта“ (на испански: Ecuador Manta) е музикална група от Еквадор и САЩ.
„Еквадор Манта“ като група от Андите произхожда от малкото селце Атахуалпа в Еквадор, Южна Америка. Групата, базирана в Сейнт Пол, Минесота, САЩ, стартира дейността си през 1992 г.
Стилът на свирене през годините, който използва традиционните ритми от Еквадор, Перу, Боливия и Колумбия, е комбиниран с по-съвременни латино и карибски ритми.
Групата привлича големи тълпи от много различни социални и културни среди, от всякакви възрасти при участията си на различни фестивали. Нейните изпълнения включват кратка история на музиката, танца, хореографията, импровизацията, с което насърчава участието и на публиката. Иинструментите, които използват музикантите, включват флейти, изработени от бамбук, и чаранго, китара, която исторически е направена с черупка на броненосец.

## Дискография
| Yarina - The Traditional Music From The "Andes Mountains" | (CD)       | без лейбъл       |
| Caminando En La Imaginacion                               | (CD, 1998) | Condor Records   |
| Proyeccion Inkas                                          | (CD, 1998) | Condor Records   |
| Alegrando El Alma                                         | (CD, 2000) | без лейбъл       |
| El Carretero                                              | (CD, 2002) | без лейбъл       |
| Ritmos Raices                                             | (CD, 2005) | без лейбъл       |
| Sounds Of The Andes                                       | (CD, 2008) | CC Entertainment |